# Potoccy herbu Tępa Podkowa

Herb Tępa Podkowa

Potoccy herbu Tępa Podkowa – polski ród szlachecki, pochodzący prawdopodobnie z województwa sieradzkiego.

## Historia
Informacje o tym rodzie pochodzą z roku 1552, kiedy to Mikołaj Potocki opłacił pobory ze wsi Orzepowa, części Potworowa i Wiewióroszek.